# Meilleur arbitre de l'année de Serie A
Le titre de meilleur arbitre de Serie A (italien : Migliore arbitro) est un trophée annuel attribué par l'Associazione Italiana Calciatori (Association italienne des footballeurs) à l'arbitre évoluant dans le championnat d'Italie ayant effectué les meilleures prestations. Ce trophée fait partie des « Oscar del calcio » et est considéré comme le plus prestigieux en Italie.

## Vainqueurs
| Année | Arbitre           |
| ----- | ----------------- |
| 1997  | Pierluigi Collina |
| 1998  | Pierluigi Collina |
| 1999  | Stefano Braschi   |
| 2000  | Pierluigi Collina |
| 2001  | Stefano Braschi   |
| 2002  | Pierluigi Collina |
| 2003  | Pierluigi Collina |
| 2004  | Pierluigi Collina |
| 2005  | Pierluigi Collina |
| 2006  | Roberto Rosetti   |
| 2007  | Roberto Rosetti   |
| 2008  | Roberto Rosetti   |
| 2009  | Roberto Rosetti   |
| 2010  | Emidio Morganti   |
| 2011  | Nicola Rizzoli    |
| 2012  | Nicola Rizzoli    |
| 2013  | Nicola Rizzoli    |
| 2014  | Nicola Rizzoli    |
| 2015  | Nicola Rizzoli    |
| 2016  | Nicola Rizzoli    |
| 2017  | Nicola Rizzoli    |
| 2018  | Gianluca Rocchi   |
| 2019  | Gianluca Rocchi   |
| 2020  | Daniele Orsato    |
| 2021  | Daniele Orsato    |
| 2022  | Daniele Orsato    |
| 2023  | Daniele Orsato    |
| 2024  | Daniele Orsato    |